# 東京宣言
東京宣言（とうきょうせんげん）は、世界医師会が定めた、人への拷問、残虐または非人間的な取り扱いや拘禁などの処罰に対する医師の態度についての倫理ガイドライン。正式名称は「東京宣言―拘留および監禁に関連した拷問およびその他の残酷、非人道的または品位を落とす扱いまたは処罰に関する医師のための指針」。
本宣言は1975年10月の世界医師会第29回総会で採択され、2005年5月にフランスで開催された第170回総会及び2006年にフランスで開催された第173回総会で更新された。   

## 概要
本宣言は拷問を定義し、「医師の基本的任務は、自身の同胞である人類の苦痛をやわらげることにあ」るので、「いかなる個人的、集団的または政治的動機をも（基本的任務に）優先してはならない」とした。
本宣言では、医師は拷問、人格を貶めるような行為、在監者や抑留者の残虐な取り扱いに関与したり、賛同したり、許可を与えたりすべきでないものとした。また本宣言では、在監者がハンガーストライキを行っている場合、当該在監者の意思能力が正常に保たれていると鑑定された場合は、当該在監者に強制摂食を用いてはならないとした。

## 宣言の内容
以下は日本語訳であるが、本項目のために和訳（英語版の10の条文のうち8つを訳し、２つを一つに纏めた計７つ）したものであり、公式訳ではないことに留意されたい。

### 前文
東京宣言―拘留および監禁に関連した拷問およびその他の残酷、非人道的または品位を落とす扱いまたは処罰に関する医師のための指針
「人への差別なく身体および精神の健康を維持または回復させること」「自らの患者を慰め、また苦しみを和らげるために、人類への奉仕としての医療に従事すること」は、医師の特権である。いかなる脅迫にも屈することなく、我ら医師の人命に対する最大限の尊重は保たれるものとする。また我ら医師は、人道法に反し医学知識を用いてはならない。
この宣言のために、拷問を次のように定義する。
拷問とは、一人またはそれ以上の人間が、単独で、または当局の命令によって、第三者に対してその自由意思に反して情報を提供させ、自白させ、またはその他の理由のために強制するため、計画的に、系統的にまたみだりに身体的または精神的苦痛を加えることをいう。

### 宣言
1. 医師は、拷問またはその他の形の残虐、非人道的または人格を貶める取り扱いを支援し、賛同し、関与しないものとする。本項は、対象者の犯罪捜査における嫌疑、公訴事実、対象者が有罪であるか否か、対象者の思想・信条、動機を問わず、また武力紛争または内乱の別を問わないものとする。
2. 医師は、いかなる土地家屋、器具、化学物質または知識をも、拷問またはその他の形の残虐、非人道的または人格を貶める取り扱い、さらには対象者がそれらの取り扱いに抵抗するための能力を無力化するためには、提供しないものとする。
3. 医師が、現に取り調べを受け、または将来取り調べを受ける抑留者または在監者に医療処置を提供する場合は、その処置を提供する医師は、対象者の医学的個人情報の秘密を守ることについて、特に注意しなければならない。ジュネーブ条約への違反を知ったときは、医師は、関連する当局に届け出なければならない。医師は、自己の能力における最大限でもって、医学的な個人情報、自己の専門知識、専門技能を、適法、違法の別を問わず、犯罪捜査または犯罪捜査を円滑にするために用いたり、用いることができる状況に置いたりしないものとする。
4. 医師は、対象者に対し拷問またはその他の形の残虐、非人道的または人格を貶める取り扱いが現に行われ、または行われると対象者に告知されるような場所に同席してはならない。
5. 医師は、自身の医学的責任下にある人のケアについて判断する際には、臨床上完全な独立を確保しなければならない。医師の基本的任務は、自身の同胞である人類の苦痛をやわらげることにある。そしてこの高邁な目的を達成するにあたり、いかなる個人的、集団的または政治的動機をも優先してはならない。
6. [注釈 1]在監者が食物を拒否し、当該在監者の当該意思表示が、自発的な栄養補給の拒否が招きうる結果を適切に理解した上で、任意により、適切な意思能力によって行われていると医師が判断するときは、当該在監者に対して強制栄養法を用いないものとする。当該在監者の意思能力は、少なくとも2名の独立した医師が確認しなければならない。また、自発的な栄養補給の拒否が招きうる結果について、医師は、当該在監者に説明するものとする。
7. [注釈 1]世界医師会は、拷問またはその他の形の残虐、非人道的または人格を貶める取り扱いへの関与を拒否したために脅迫または報復に直面している医師およびその家族を支援する。また世界医師会は、国際的共同体、各国医師会、および同僚である医師に対し、そのような立場にある医師およびその家族を支援することを奨励すべきである。